# 大丘切雷山

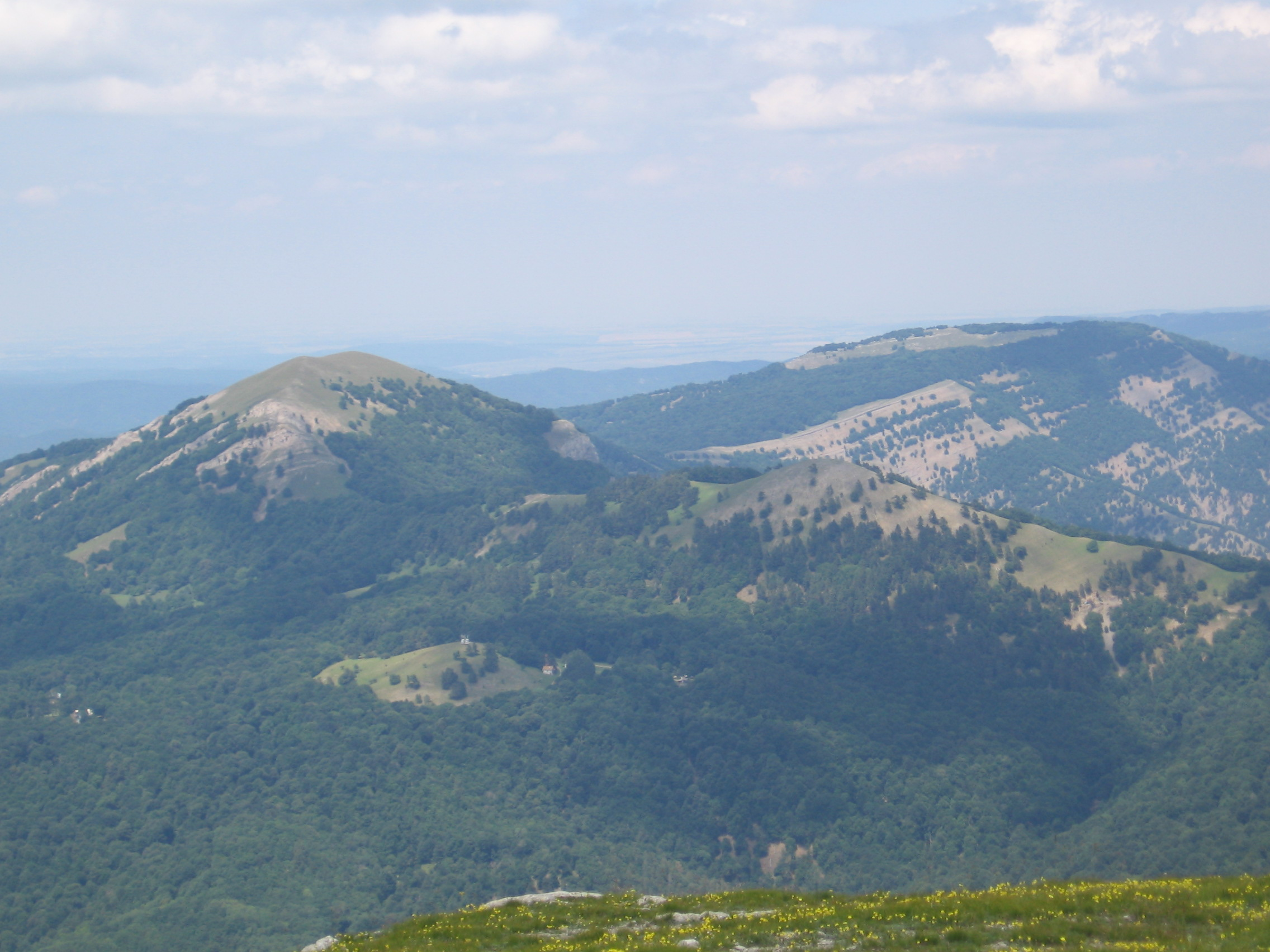

大丘切雷山是烏克蘭的山峰，位於克里米亞共和國，處於基輔以南約700公里，海拔高度1,390米，受沿海氣候影響，每年平均降雨量579毫米。